# A Tori Kelly Christmas
A Tori Kelly Christmas è il quarto album in studio della cantante statunitense Tori Kelly, pubblicato nel 2020.

## Tracce
1. Silent Night – 4:16 (Traditional)
2. 25th – 3:46 (Tori Kelly, Wendy Wang, Casey Cathleen Smith)
3. Christmas Time Is Here – 3:03 (Vince Guaraldi, Lee Mendelson)
4. Joy to the World/Joyful, Joyful We Adore Thee – 3:40 (Traditional)
5. Sleigh Ride – 3:05 (Mitchell Parish)
6. O Holy Night – 4:53 (Adolphe Adam)
7. Gift That Keeps On Giving – 3:11 (Kelly, Jimmy Robbins, Nicolle Galyon)
8. Elf Interlude – 0:49 (John Debney)
9. Let It Snow (featuring Babyface) – 1:58 (Sammy Cahn, Jule Styne)
10. O Come, O Come Emmanuel/O Come All Ye Faithful – 3:10 (Traditional)
11. Go Tell It on the Mountain – 2:48 (Traditional)
12. This Christmas – 3:29 (Donny Hathaway, Justin Timberlake, Nadine McKinnor, Veit Renn, Joshua Scott Chasez, Vincent Degiorgio)
13. Hallelujah (From "SING" Original Motion Picture Soundtrack) – 3:28 (Leonard Cohen)

Tracce Bonus Edizione Target/Deluxe
1. Kid Again On Christmas – 3:04 (Kelly, Wrabel)
2. All I Want For Christmas Is You – 3:50 (Walter Afanasieff, Mariah Carey)